# Jhalkaribai
Jhalkaribai (en hindi : झलकारीबाई), née le 22 novembre 1830 et morte le 4 avril 1858, est une soldate indienne qui a joué un rôle important dans la révolte des cipayes et plus précisément pendant la bataille de Jhansi.

## Biographie
Soldate dans l'armée des femmes de la reine Lakshmî Bâî, elle était issue d'une famille pauvre. Au fur et à mesure, elle est montée de grade jusqu'à conseiller la reine et à participer aux décisions. Pendant la révolte des cipayes, au plus fort de la bataille de Jhansi, elle s'est déguisée en reine et s'est battue sur le front afin de laisser la vraie reine s'échapper en toute sécurité hors du fort de Jhansi.

## Postérité
La légende de Jhalkaribai est restée dans la mémoire populaire du Bundelkund au cours des siècles. Sa vie et surtout ses combats avec l'armée de la Compagnie britannique des Indes orientales, continue d'être chanté dans divers chansons folkloriques en bundeli. Son courage ainsi que son identité d'intouchable ont contribué à créer un sentiment de fierté et d'unité culturelle dans cette caste en Inde du Nord.
Récemment, le nom de Jhalkaribai, avec d'autres, a joué un rôle crucial dans le paysage politique du nord de l'Inde, en particulier dans l'Uttar Pradesh. Profitant de son image populaire, le parti politique Bahujan Samaj Party (BSP) — le principal parti des intouchables basé en Inde — a estimé que Jhalkaribai est l'un des symboles de la fierté et de l'honneur des intouchables.